# The Endocrine Society
The Endocrine Society – międzynarodowa organizacja medyczna, zrzeszająca specjalistów endokrynologów, założona w 1916 r. jako The Association for the Study of Internal Secretions. 1 stycznia 1952 towarzystwo zmieniło nazwę na obowiązującą do dziś.
Należy do niej ponad 14 tys. członków z 85 krajów.
Wydaje następujące czasopisma:
- Endocrine Reviews
- Endocrinology
- Journal of Clinical Endocrinology & Metabolism
- Molecular Endocrinology